# 段智祥
大理神宗段智祥（？—1238年），大理国第二十世皇帝，1205年—1238年在位，年号为天开、天辅、仁寿。他是英宗亨天皇帝段智廉之弟，段智兴之子，在位33年，政治清明，重视农业生产，广纳贤才，使得大理国有了一番新的气象。史称当时“举贤育才，时和年丰，称治国焉”。1212年，出征三十七部，追至寻甸，讨平。当时高阿育主国事，建寺不已。1225年后，由高逾城隆主国事。1237年（一说为1215年）封高逾城隆为都王，高泰祥为相国，光日为演习（大府主将）。他和他的父亲、兄长一样，笃信佛教，1238年禅位为僧，子段祥興继位。同年去世，（見於《滇雲歷年傳》）庙号神宗。

## 子女
- 段祥兴
- 段福